# باول هنري لانغ
باول هنري لانغ (بالمجرية: Paul Henry Lang؛ بالإنجليزية: Paul Henry Lang) هو عالم موسيقى وصحفي أمريكي ومجري، ولد في 28 أغسطس 1901 في بودابست في المجر، وتوفي في 21 سبتمبر 1991 في لايكفيل ‏ في الولايات المتحدة.

## وصلات خارجية
- باول هنري لانغ على موقع ديسكوغز (الإنجليزية)